# 린다 슈탈
린다 슈탈(독일어: Linda Stahl, 1985년 10월 2일 ~ )은 독일의 창던지기 선수이다.
노르트라인베스트팔렌주 슈타인하임에서 태어난 그녀는 2010년 바르셀로나에서 열린 유럽 선수권에서 66.81m의 당시 개인 최고 전력을 던져 금메달을 획득하였다.
2012년 유럽 선수권에서 63.69m의 결과와 함께 3위를 하고, 같은 해 런던 올림픽에서도 64.91m와 동메달을 획득하였다.
2013년 세계 육상 선수권 대회에서는 64.98m와 4위를 하였다.
2014년 취리히에서 열린 유럽 선수권에서는 5회 라운드까지 경연을 이끌고 자신의 개인 전력을 67.32m로 향상시킨 후에 동메달을 땄다.
블롬베르크에서 자라온 슈탈은 쾰른 대학교에서 의학을 공부하였다.